# Theodor Wolff (Politiker, 1875)
Theodor Wolff (* 31. Januar 1875 in Forst (Lausitz), Brandenburg; † Dezember 1923 in Tilsit, Ostpreußen) war ein deutscher Politiker (SPD).

## Leben und Wirken
Theodor Wolff wurde als Sohn eines Tuchmachers geboren. Von 1881 bis 1889 besuchte er die Volksschule in seinem Heimatort Forst. Anschließend erlernte Wolff das Handwerk eines Dekorationsmalers. Um 1895 trat Wolff in die Sozialdemokratische Partei Deutschlands und in die Gewerkschaft ein.
Nachdem Wolff von 1899 bis 1905 in verschiedenen Orten in Deutschland und der Schweiz als Malergehilfe tätig gewesen war, ging er seinem Beruf bis 1913 als niedergelassener Maler in Breslau nach. 1909 wurde er Vorsitzender des dortigen Malerverbandes.  Von 1909 bis 1910 besuchte er die Parteischule der SPD in Berlin. Nachdem er von 1912 bis 1913 als Distriktführer der SPD in Breslau amtiert hatte, übernahm Wolff zu Ostern 1913 das Amt des Parteisekretärs der SPD in Tilsit.
Von 1914 bis 1918 nahm Wolff am Ersten Weltkrieg teil. Nach der Rückkehr aus dem Krieg wurde er im Dezember 1918 Vorsitzender des Tilsiter Arbeiterrates. Für den Wahlkreis 1 (Ostpreußen) saß Wolff von Januar 1919 bis Juni 1920 als Abgeordneter der SPD in der Weimarer Nationalversammlung und dann bis zu seinem Tod 1923 im ersten regulären Reichstag der Weimarer Republik. Von 1919 bis 1922 war er zudem Stadtverordneter in Tilsit.